# العلاقات الآيسلندية المالديفية
العلاقات الآيسلندية المالديفية هي العلاقات الثنائية التي تجمع بين آيسلندا والمالديف.

## مقارنة بين البلدين
هذه مقارنة عامة ومرجعية للدولتين:
| وجه المقارنة                                              | آيسلندا          | المالديف       |
| --------------------------------------------------------- | ---------------- | -------------- |
| المساحة (كم2)                                             | 103.00 ألف       | 298            |
| عدد السكان (نسمة)                                         | 317.35 ألف       | 436.33 ألف     |
| الكثافة السكانية (ن./كم²)                                 | 3.08             | 146.42 ألف     |
| العاصمة                                                   | ريكيافيك         | ماليه          |
| اللغة الرسمية                                             | اللغة الآيسلندية | اللغة الديفهي  |
| العملة                                                    | كرونة آيسلندية   | روفيه مالديفية |
| الناتج المحلي الإجمالي (بليون دولار)                      | 23.91 مليار      | 4.60 مليار     |
| الناتج المحلي الإجمالي (تعادل القوة الشرائية) بليون دولار | 15.79 مليار      | 5.23 مليار     |
| الناتج المحلي الإجمالي الاسمي للفرد دولار أمريكي          | 50.17 ألف        | 8.39 ألف       |
| الناتج المحلي الإجمالي للفرد دولار أمريكي                 | 46.55 ألف        | 12.53 ألف      |
| مؤشر التنمية البشرية                                      | 0.899            | 0.706          |
| رمز المكالمات الدولي                                      | +354             | +960           |
| رمز الإنترنت                                              | .is              | .mv            |
| المنطقة الزمنية                                           | 00، أوروبا/لندن ‏ | ت ع م+05:00    |

## منظمات دولية مشتركة
يشترك البلدان في عضوية مجموعة من المنظمات الدولية، منها:
| علم المنظمة | اسم المنظمة                        | تاريخ انضمام آيسلندا | تاريخ انضمام المالديف |
| ----------- | ---------------------------------- | -------------------- | --------------------- |
|             | وكالة ضمان الاستثمار متعدد الأطراف | 25 سبتمبر 1998       | 19 مايو 2005          |
|             | منظمة الشرطة الجنائية الدولية      | ?                    | ?                     |
|             | منظمة حظر الأسلحة الكيميائية       | ?                    | ?                     |
|             | منظمة التجارة العالمية             | ?                    | ?                     |
|             | الأمم المتحدة                      | 19 نوفمبر 1946       | 21 سبتمبر 1965        |
|             | مؤسسة التمويل الدولية              | 20 يوليو 1956        | 2 فبراير 1983         |
|             | يونسكو                             | 8 يونيو 1964         | 18 يوليو 1980         |
|             | مؤسسة التنمية الدولية              | 19 مايو 1961         | 13 يناير 1978         |
|             | البنك الدولي للإنشاء والتعمير      | 27 ديسمبر 1945       | 13 يناير 1978         |
|             | الاتحاد البريدي العالمي            | ?                    | ?                     |
|             | الاتحاد الدولي للاتصالات           | 1 أكتوبر 1906        | 28 فبراير 1967        |

## وصلات خارجية
- موقع وزارة الخارجية الآيسلندية
- موقع وزارة الخارجية المالديفية